# 2002年のナショナルリーグチャンピオンシップシリーズ
2002年の野球において、メジャーリーグベースボール（MLB）のポストシーズンは10月1日に開幕した。ナショナルリーグの第33回リーグチャンピオンシップシリーズ（英語: 33rd National League Championship Series、以下「リーグ優勝決定戦」と表記）は、9日から14日にかけて計5試合が開催された。その結果、サンフランシスコ・ジャイアンツ（西地区）がセントルイス・カージナルス（中地区）を4勝1敗で下し、13年ぶり20回目のリーグ優勝および17回目のワールドシリーズ進出を果たした。
両球団がポストシーズンで対戦するのは、1987年のリーグ優勝決定戦以来15年ぶり2度目。この年のレギュラーシーズンでは両球団は6試合対戦し、カージナルスが4勝2敗と勝ち越していた。今シリーズの第1戦では、カージナルスのマイク・クルデイルがジャイアンツのケニー・ロフトンに対し内角高めへ死球スレスレの球を投じ、これをきっかけに両軍ベンチ総出の睨み合いが発生した。その後ロフトンは、第5戦の9回裏にサヨナラ安打を放ってジャイアンツにリーグ優勝をもたらした。リーグ優勝決定戦史上、シリーズ制覇をサヨナラで決めたのは今回のジャイアンツが3年ぶり延べ7球団目である。シリーズMVPには、第4戦の8回裏に勝ち越し・決勝の2点本塁打を放つなど、5試合で打率.300・2本塁打・6打点・OPS.964という成績を残したジャイアンツのベニート・サンティアゴが選出された。しかしジャイアンツは、ワールドシリーズではアメリカンリーグ王者アナハイム・エンゼルスに3勝4敗で敗れ、48年ぶり6度目の優勝を逃した。

## 試合結果
2002年のナショナルリーグ優勝決定戦は10月9日に開幕し、途中に移動日を挟んで6日間で5試合が行われた。日程・結果は以下の通り。
| 日付                                                            | 試合  | ビジター球団（先攻）           | スコア | ホーム球団（後攻）             | 開催球場                    | 開催球場                                             |
| --------------------------------------------------------------- | ----- | ------------------------------ | ------ | ------------------------------ | --------------------------- | ---------------------------------------------------- |
| 10月09日（水）                                                  | 第1戦 | サンフランスシコ・ジャイアンツ | 9－6   | セントルイス・カージナルス     | ブッシュ・スタジアム        | ブッシュ・ · スタジアムパシフィック・ · ベル・パーク |
| 10月10日（木）                                                  | 第2戦 | サンフランスシコ・ジャイアンツ | 4－1   | セントルイス・カージナルス     | ブッシュ・スタジアム        | ブッシュ・ · スタジアムパシフィック・ · ベル・パーク |
| 10月11日（金）                                                  |       | 移動日                         | 移動日 | 移動日                         |                             | ブッシュ・ · スタジアムパシフィック・ · ベル・パーク |
| 10月12日（土）                                                  | 第3戦 | セントルイス・カージナルス     | 5－4   | サンフランスシコ・ジャイアンツ | パシフィック・ベル・ パーク | ブッシュ・ · スタジアムパシフィック・ · ベル・パーク |
| 10月13日（日）                                                  | 第4戦 | セントルイス・カージナルス     | 3－4   | サンフランスシコ・ジャイアンツ | パシフィック・ベル・ パーク | ブッシュ・ · スタジアムパシフィック・ · ベル・パーク |
| 10月14日（月）                                                  | 第5戦 | セントルイス・カージナルス     | 1－2x  | サンフランスシコ・ジャイアンツ | パシフィック・ベル・ パーク | ブッシュ・ · スタジアムパシフィック・ · ベル・パーク |
| 優勝：サンフランスシコ・ジャイアンツ（4勝1敗 / 13年ぶり20度目） |       |                                |        |                                |                             | ブッシュ・ · スタジアムパシフィック・ · ベル・パーク |

### 第1戦 10月9日
- ブッシュ・スタジアム（ミズーリ州セントルイス）

|                                | 1 | 2 | 3 | 4 | 5 | 6 | 7 | 8 | 9 | R | H  | E |
| ------------------------------ | - | - | - | - | - | - | - | - | - | - | -- | - |
| サンフランシスコ・ジャイアンツ | 1 | 4 | 1 | 0 | 1 | 2 | 0 | 0 | 0 | 9 | 11 | 0 |
| セントルイス・カージナルス     | 0 | 1 | 0 | 0 | 2 | 2 | 0 | 1 | 0 | 6 | 11 | 0 |

1. 勝利：カーク・ルーター（1勝）
2. セーブ：ロブ・ネン（1S）
3. 敗戦：マット・モリス（1敗）
4. 本塁打
SF：ケニー・ロフトン1号ソロ、デビッド・ベル1号ソロ、ベニート・サンティアゴ1号2ラン
STL：アルバート・プホルス1号2ラン、ミゲル・カイロ1号2ラン、J.D.ドリュー1号ソロ
5. 審判
［球審］ランディ・マーシュ
［塁審］一塁: ジェフ・ネルソン、二塁: デイル・スコット、三塁: ジェフ・ケロッグ
［外審］左翼: ティム・ウェルキー、右翼: チャーリー・レリフォード
6. 試合開始時刻: 中部夏時間（UTC-5）午後7時24分  試合時間: 3時間31分  観客: 5万2175人  気温: 67°F（19.4°C）
詳細: MLB.com Gameday / ESPN.com / Baseball-Reference.com / Fangraphs

| サンフランシスコ・ジャイアンツ | サンフランシスコ・ジャイアンツ | サンフランシスコ・ジャイアンツ | サンフランシスコ・ジャイアンツ | サンフランシスコ・ジャイアンツ                                                                    | セントルイス・カージナルス | セントルイス・カージナルス | セントルイス・カージナルス | セントルイス・カージナルス | セントルイス・カージナルス                                                                                   |
| ------------------------------ | ------------------------------ | ------------------------------ | ------------------------------ | ------------------------------------------------------------------------------------------------- | -------------------------- | -------------------------- | -------------------------- | -------------------------- | --- |
| 打順                           | 守備                           | 選手                           | 打席                           | K・ルーターB・サンティアゴJ・スノーJ・ケントD・ベルR・オーリリアB・ボンズK・ロフトンR・サンダース | 打順                       | 守備                       | 選手                       | 打席                       | M・モリスM・マシーニーT・マルティ · ネスF・ビーニャM・カイロE・レンテリアA・プホルスJ・エドモンズE・マレーロ |
| 1                              | 中                             | K・ロフトン                    | 左                             | K・ルーターB・サンティアゴJ・スノーJ・ケントD・ベルR・オーリリアB・ボンズK・ロフトンR・サンダース | 1                          | 二                         | F・ビーニャ                | 左                         | M・モリスM・マシーニーT・マルティ · ネスF・ビーニャM・カイロE・レンテリアA・プホルスJ・エドモンズE・マレーロ |
| 2                              | 遊                             | R・オーリリア                  | 右                             | K・ルーターB・サンティアゴJ・スノーJ・ケントD・ベルR・オーリリアB・ボンズK・ロフトンR・サンダース | 2                          | 右                         | E・マレーロ                | 右                         | M・モリスM・マシーニーT・マルティ · ネスF・ビーニャM・カイロE・レンテリアA・プホルスJ・エドモンズE・マレーロ |
| 3                              | 二                             | J・ケント                      | 右                             | K・ルーターB・サンティアゴJ・スノーJ・ケントD・ベルR・オーリリアB・ボンズK・ロフトンR・サンダース | 3                          | 中                         | J・エドモンズ              | 左                         | M・モリスM・マシーニーT・マルティ · ネスF・ビーニャM・カイロE・レンテリアA・プホルスJ・エドモンズE・マレーロ |
| 4                              | 左                             | B・ボンズ                      | 左                             | K・ルーターB・サンティアゴJ・スノーJ・ケントD・ベルR・オーリリアB・ボンズK・ロフトンR・サンダース | 4                          | 左                         | A・プホルス                | 右                         | M・モリスM・マシーニーT・マルティ · ネスF・ビーニャM・カイロE・レンテリアA・プホルスJ・エドモンズE・マレーロ |
| 5                              | 捕                             | B・サンティアゴ                | 右                             | K・ルーターB・サンティアゴJ・スノーJ・ケントD・ベルR・オーリリアB・ボンズK・ロフトンR・サンダース | 5                          | 遊                         | E・レンテリア              | 右                         | M・モリスM・マシーニーT・マルティ · ネスF・ビーニャM・カイロE・レンテリアA・プホルスJ・エドモンズE・マレーロ |
| 6                              | 一                             | J・スノー                      | 左                             | K・ルーターB・サンティアゴJ・スノーJ・ケントD・ベルR・オーリリアB・ボンズK・ロフトンR・サンダース | 6                          | 一                         | T・マルティネス            | 左                         | M・モリスM・マシーニーT・マルティ · ネスF・ビーニャM・カイロE・レンテリアA・プホルスJ・エドモンズE・マレーロ |
| 7                              | 右                             | R・サンダース                  | 右                             | K・ルーターB・サンティアゴJ・スノーJ・ケントD・ベルR・オーリリアB・ボンズK・ロフトンR・サンダース | 7                          | 三                         | M・カイロ                  | 右                         | M・モリスM・マシーニーT・マルティ · ネスF・ビーニャM・カイロE・レンテリアA・プホルスJ・エドモンズE・マレーロ |
| 8                              | 三                             | D・ベル                        | 右                             | K・ルーターB・サンティアゴJ・スノーJ・ケントD・ベルR・オーリリアB・ボンズK・ロフトンR・サンダース | 8                          | 捕                         | M・マシーニー              | 右                         | M・モリスM・マシーニーT・マルティ · ネスF・ビーニャM・カイロE・レンテリアA・プホルスJ・エドモンズE・マレーロ |
| 9                              | 投                             | K・ルーター                    | 左                             | K・ルーターB・サンティアゴJ・スノーJ・ケントD・ベルR・オーリリアB・ボンズK・ロフトンR・サンダース | 9                          | 投                         | M・モリス                  | 右                         | M・モリスM・マシーニーT・マルティ · ネスF・ビーニャM・カイロE・レンテリアA・プホルスJ・エドモンズE・マレーロ |
| 先発投手                       | 先発投手                       | 先発投手                       | 投球                           | K・ルーターB・サンティアゴJ・スノーJ・ケントD・ベルR・オーリリアB・ボンズK・ロフトンR・サンダース | 先発投手                   | 先発投手                   | 先発投手                   | 投球                       | M・モリスM・マシーニーT・マルティ · ネスF・ビーニャM・カイロE・レンテリアA・プホルスJ・エドモンズE・マレーロ |
| K・ルーター                    | K・ルーター                    | K・ルーター                    | 左                             | K・ルーターB・サンティアゴJ・スノーJ・ケントD・ベルR・オーリリアB・ボンズK・ロフトンR・サンダース | M・モリス                  | M・モリス                  | M・モリス                  | 右                         | M・モリスM・マシーニーT・マルティ · ネスF・ビーニャM・カイロE・レンテリアA・プホルスJ・エドモンズE・マレーロ |

### 第2戦 10月10日
- ブッシュ・スタジアム（ミズーリ州セントルイス）

|                                | 1 | 2 | 3 | 4 | 5 | 6 | 7 | 8 | 9 | R | H | E |
| ------------------------------ | - | - | - | - | - | - | - | - | - | - | - | - |
| サンフランシスコ・ジャイアンツ | 1 | 0 | 0 | 0 | 2 | 0 | 0 | 0 | 1 | 4 | 7 | 0 |
| セントルイス・カージナルス     | 0 | 0 | 0 | 0 | 0 | 0 | 0 | 1 | 0 | 1 | 6 | 0 |

1. 勝利：ジェイソン・シュミット（1勝）
2. セーブ：ロブ・ネン（2S）
3. 敗戦：ウッディ・ウィリアムズ（1敗）
4. 本塁打
SF：リッチ・オーリリア1号ソロ・2号2ラン
STL：エドゥアルド・ペレス1号ソロ
5. 審判
［球審］ジェフ・ネルソン
［塁審］一塁: デイル・スコット、二塁: ジェフ・ケロッグ、三塁: ティム・ウェルキー
［外審］左翼: チャーリー・レリフォード、右翼: ランディ・マーシュ
6. 試合開始時刻: 中部夏時間（UTC-5）午後7時22分  試合時間: 3時間17分  観客: 5万2195人  気温: 70°F（21.1°C）
詳細: MLB.com Gameday / ESPN.com / Baseball-Reference.com / Fangraphs

| サンフランシスコ・ジャイアンツ | サンフランシスコ・ジャイアンツ | サンフランシスコ・ジャイアンツ | サンフランシスコ・ジャイアンツ | サンフランシスコ・ジャイアンツ                                                                      | セントルイス・カージナルス | セントルイス・カージナルス | セントルイス・カージナルス | セントルイス・カージナルス | セントルイス・カージナルス                                                                                         |
| ------------------------------ | ------------------------------ | ------------------------------ | ------------------------------ | --------------------------------------------------------------------------------------------------- | -------------------------- | -------------------------- | -------------------------- | -------------------------- | --- |
| 打順                           | 守備                           | 選手                           | 打席                           | J・シュミットB・サンティアゴJ・スノーJ・ケントD・ベルR・オーリリアB・ボンズK・ロフトンR・サンダース | 打順                       | 守備                       | 選手                       | 打席                       | W・ウィリアムズM・マシーニーT・マルティ · ネスF・ビーニャM・カイロE・レンテリアA・プホルスJ・エドモンズJ・ドリュー |
| 1                              | 中                             | K・ロフトン                    | 左                             | J・シュミットB・サンティアゴJ・スノーJ・ケントD・ベルR・オーリリアB・ボンズK・ロフトンR・サンダース | 1                          | 二                         | F・ビーニャ                | 左                         | W・ウィリアムズM・マシーニーT・マルティ · ネスF・ビーニャM・カイロE・レンテリアA・プホルスJ・エドモンズJ・ドリュー |
| 2                              | 遊                             | R・オーリリア                  | 右                             | J・シュミットB・サンティアゴJ・スノーJ・ケントD・ベルR・オーリリアB・ボンズK・ロフトンR・サンダース | 2                          | 三                         | M・カイロ                  | 右                         | W・ウィリアムズM・マシーニーT・マルティ · ネスF・ビーニャM・カイロE・レンテリアA・プホルスJ・エドモンズJ・ドリュー |
| 3                              | 二                             | J・ケント                      | 右                             | J・シュミットB・サンティアゴJ・スノーJ・ケントD・ベルR・オーリリアB・ボンズK・ロフトンR・サンダース | 3                          | 中                         | J・エドモンズ              | 左                         | W・ウィリアムズM・マシーニーT・マルティ · ネスF・ビーニャM・カイロE・レンテリアA・プホルスJ・エドモンズJ・ドリュー |
| 4                              | 左                             | B・ボンズ                      | 左                             | J・シュミットB・サンティアゴJ・スノーJ・ケントD・ベルR・オーリリアB・ボンズK・ロフトンR・サンダース | 4                          | 左                         | A・プホルス                | 右                         | W・ウィリアムズM・マシーニーT・マルティ · ネスF・ビーニャM・カイロE・レンテリアA・プホルスJ・エドモンズJ・ドリュー |
| 5                              | 捕                             | B・サンティアゴ                | 右                             | J・シュミットB・サンティアゴJ・スノーJ・ケントD・ベルR・オーリリアB・ボンズK・ロフトンR・サンダース | 5                          | 一                         | T・マルティネス            | 左                         | W・ウィリアムズM・マシーニーT・マルティ · ネスF・ビーニャM・カイロE・レンテリアA・プホルスJ・エドモンズJ・ドリュー |
| 6                              | 一                             | J・スノー                      | 左                             | J・シュミットB・サンティアゴJ・スノーJ・ケントD・ベルR・オーリリアB・ボンズK・ロフトンR・サンダース | 6                          | 遊                         | E・レンテリア              | 右                         | W・ウィリアムズM・マシーニーT・マルティ · ネスF・ビーニャM・カイロE・レンテリアA・プホルスJ・エドモンズJ・ドリュー |
| 7                              | 右                             | R・サンダース                  | 右                             | J・シュミットB・サンティアゴJ・スノーJ・ケントD・ベルR・オーリリアB・ボンズK・ロフトンR・サンダース | 7                          | 右                         | J・ドリュー                | 左                         | W・ウィリアムズM・マシーニーT・マルティ · ネスF・ビーニャM・カイロE・レンテリアA・プホルスJ・エドモンズJ・ドリュー |
| 8                              | 三                             | D・ベル                        | 右                             | J・シュミットB・サンティアゴJ・スノーJ・ケントD・ベルR・オーリリアB・ボンズK・ロフトンR・サンダース | 8                          | 捕                         | M・マシーニー              | 右                         | W・ウィリアムズM・マシーニーT・マルティ · ネスF・ビーニャM・カイロE・レンテリアA・プホルスJ・エドモンズJ・ドリュー |
| 9                              | 投                             | J・シュミット                  | 右                             | J・シュミットB・サンティアゴJ・スノーJ・ケントD・ベルR・オーリリアB・ボンズK・ロフトンR・サンダース | 9                          | 投                         | W・ウィリアムズ            | 右                         | W・ウィリアムズM・マシーニーT・マルティ · ネスF・ビーニャM・カイロE・レンテリアA・プホルスJ・エドモンズJ・ドリュー |
| 先発投手                       | 先発投手                       | 先発投手                       | 投球                           | J・シュミットB・サンティアゴJ・スノーJ・ケントD・ベルR・オーリリアB・ボンズK・ロフトンR・サンダース | 先発投手                   | 先発投手                   | 先発投手                   | 投球                       | W・ウィリアムズM・マシーニーT・マルティ · ネスF・ビーニャM・カイロE・レンテリアA・プホルスJ・エドモンズJ・ドリュー |
| J・シュミット                  | J・シュミット                  | J・シュミット                  | 右                             | J・シュミットB・サンティアゴJ・スノーJ・ケントD・ベルR・オーリリアB・ボンズK・ロフトンR・サンダース | W・ウィリアムズ            | W・ウィリアムズ            | W・ウィリアムズ            | 右                         | W・ウィリアムズM・マシーニーT・マルティ · ネスF・ビーニャM・カイロE・レンテリアA・プホルスJ・エドモンズJ・ドリュー |

### 第3戦 10月12日
- パシフィック・ベル・パーク（カリフォルニア州サンフランシスコ）

|                                | 1 | 2 | 3 | 4 | 5 | 6 | 7 | 8 | 9 | R | H  | E |
| ------------------------------ | - | - | - | - | - | - | - | - | - | - | -- | - |
| セントルイス・カージナルス     | 0 | 0 | 2 | 1 | 1 | 1 | 0 | 0 | 0 | 5 | 6  | 1 |
| サンフランシスコ・ジャイアンツ | 0 | 1 | 0 | 0 | 3 | 0 | 0 | 0 | 0 | 4 | 10 | 0 |

1. 勝利：チャック・フィンリー（1勝）
2. セーブ：ジェイソン・イズリングハウゼン（1S）
3. 敗戦：ジェイ・ウィタシック（1敗）
4. 本塁打
STL：マイク・マシーニー1号ソロ、ジム・エドモンズ1号ソロ、イーライ・マレーロ1号ソロ
SF：バリー・ボンズ1号3ラン
5. 審判
［球審］デイル・スコット
［塁審］一塁: ジェフ・ケロッグ、二塁: ティム・ウェルキー、三塁: チャーリー・レリフォード
［外審］左翼: ランディ・マーシュ、右翼: ジェフ・ネルソン
6. 試合開始時刻: 太平洋夏時間（UTC-7）午後4時30分  試合時間: 3時間32分  観客: 4万2177人  気温: 70°F（21.1°C）
詳細: MLB.com Gameday / ESPN.com / Baseball-Reference.com / Fangraphs

| セントルイス・カージナルス | セントルイス・カージナルス | セントルイス・カージナルス | セントルイス・カージナルス | セントルイス・カージナルス                                                                                         | サンフランシスコ・ジャイアンツ | サンフランシスコ・ジャイアンツ | サンフランシスコ・ジャイアンツ | サンフランシスコ・ジャイアンツ | サンフランシスコ・ジャイアンツ                                                                      |
| -------------------------- | -------------------------- | -------------------------- | -------------------------- | --- | ------------------------------ | ------------------------------ | ------------------------------ | ------------------------------ | --------------------------------------------------------------------------------------------------- |
| 打順                       | 守備                       | 選手                       | 打席                       | C・フィンリーM・マシーニーT・マルティ · ネスF・ビーニャA・プホルスE・レンテリアE・マレーロJ・エドモンズJ・ドリュー | 打順                           | 守備                           | 選手                           | 打席                           | R・オルティスB・サンティアゴJ・スノーJ・ケントD・ベルR・オーリリアB・ボンズK・ロフトンR・サンダース |
| 1                          | 二                         | F・ビーニャ                | 左                         | C・フィンリーM・マシーニーT・マルティ · ネスF・ビーニャA・プホルスE・レンテリアE・マレーロJ・エドモンズJ・ドリュー | 1                              | 中                             | K・ロフトン                    | 左                             | R・オルティスB・サンティアゴJ・スノーJ・ケントD・ベルR・オーリリアB・ボンズK・ロフトンR・サンダース |
| 2                          | 遊                         | E・レンテリア              | 右                         | C・フィンリーM・マシーニーT・マルティ · ネスF・ビーニャA・プホルスE・レンテリアE・マレーロJ・エドモンズJ・ドリュー | 2                              | 遊                             | R・オーリリア                  | 右                             | R・オルティスB・サンティアゴJ・スノーJ・ケントD・ベルR・オーリリアB・ボンズK・ロフトンR・サンダース |
| 3                          | 中                         | J・エドモンズ              | 左                         | C・フィンリーM・マシーニーT・マルティ · ネスF・ビーニャA・プホルスE・レンテリアE・マレーロJ・エドモンズJ・ドリュー | 3                              | 二                             | J・ケント                      | 右                             | R・オルティスB・サンティアゴJ・スノーJ・ケントD・ベルR・オーリリアB・ボンズK・ロフトンR・サンダース |
| 4                          | 三                         | A・プホルス                | 右                         | C・フィンリーM・マシーニーT・マルティ · ネスF・ビーニャA・プホルスE・レンテリアE・マレーロJ・エドモンズJ・ドリュー | 4                              | 左                             | B・ボンズ                      | 左                             | R・オルティスB・サンティアゴJ・スノーJ・ケントD・ベルR・オーリリアB・ボンズK・ロフトンR・サンダース |
| 5                          | 右                         | J・ドリュー                | 左                         | C・フィンリーM・マシーニーT・マルティ · ネスF・ビーニャA・プホルスE・レンテリアE・マレーロJ・エドモンズJ・ドリュー | 5                              | 捕                             | B・サンティアゴ                | 右                             | R・オルティスB・サンティアゴJ・スノーJ・ケントD・ベルR・オーリリアB・ボンズK・ロフトンR・サンダース |
| 6                          | 一                         | T・マルティネス            | 左                         | C・フィンリーM・マシーニーT・マルティ · ネスF・ビーニャA・プホルスE・レンテリアE・マレーロJ・エドモンズJ・ドリュー | 6                              | 右                             | R・サンダース                  | 右                             | R・オルティスB・サンティアゴJ・スノーJ・ケントD・ベルR・オーリリアB・ボンズK・ロフトンR・サンダース |
| 7                          | 左                         | E・マレーロ                | 右                         | C・フィンリーM・マシーニーT・マルティ · ネスF・ビーニャA・プホルスE・レンテリアE・マレーロJ・エドモンズJ・ドリュー | 7                              | 一                             | J・スノー                      | 左                             | R・オルティスB・サンティアゴJ・スノーJ・ケントD・ベルR・オーリリアB・ボンズK・ロフトンR・サンダース |
| 8                          | 捕                         | M・マシーニー              | 右                         | C・フィンリーM・マシーニーT・マルティ · ネスF・ビーニャA・プホルスE・レンテリアE・マレーロJ・エドモンズJ・ドリュー | 8                              | 三                             | D・ベル                        | 右                             | R・オルティスB・サンティアゴJ・スノーJ・ケントD・ベルR・オーリリアB・ボンズK・ロフトンR・サンダース |
| 9                          | 投                         | C・フィンリー              | 左                         | C・フィンリーM・マシーニーT・マルティ · ネスF・ビーニャA・プホルスE・レンテリアE・マレーロJ・エドモンズJ・ドリュー | 9                              | 投                             | R・オルティス                  | 右                             | R・オルティスB・サンティアゴJ・スノーJ・ケントD・ベルR・オーリリアB・ボンズK・ロフトンR・サンダース |
| 先発投手                   | 先発投手                   | 先発投手                   | 投球                       | C・フィンリーM・マシーニーT・マルティ · ネスF・ビーニャA・プホルスE・レンテリアE・マレーロJ・エドモンズJ・ドリュー | 先発投手                       | 先発投手                       | 先発投手                       | 投球                           | R・オルティスB・サンティアゴJ・スノーJ・ケントD・ベルR・オーリリアB・ボンズK・ロフトンR・サンダース |
| C・フィンリー              | C・フィンリー              | C・フィンリー              | 左                         | C・フィンリーM・マシーニーT・マルティ · ネスF・ビーニャA・プホルスE・レンテリアE・マレーロJ・エドモンズJ・ドリュー | R・オルティス                  | R・オルティス                  | R・オルティス                  | 右                             | R・オルティスB・サンティアゴJ・スノーJ・ケントD・ベルR・オーリリアB・ボンズK・ロフトンR・サンダース |

### 第4戦 10月13日
- パシフィック・ベル・パーク（カリフォルニア州サンフランシスコ）

|                                | 1 | 2 | 3 | 4 | 5 | 6 | 7 | 8 | 9 | R | H  | E |
| ------------------------------ | - | - | - | - | - | - | - | - | - | - | -- | - |
| セントルイス・カージナルス     | 2 | 0 | 0 | 0 | 0 | 0 | 0 | 0 | 1 | 3 | 12 | 0 |
| サンフランシスコ・ジャイアンツ | 0 | 0 | 0 | 0 | 0 | 2 | 0 | 2 | X | 4 | 4  | 1 |

1. 勝利：ティム・ウォーレル（1勝）
2. セーブ：ロブ・ネン（3S）
3. 敗戦：リック・ホワイト（1敗）
4. 本塁打
SF：ベニート・サンティアゴ2号2ラン
5. 審判
［球審］ジェフ・ケロッグ
［塁審］一塁: ティム・ウェルキー、二塁: チャーリー・レリフォード、三塁: ランディ・マーシュ
［外審］左翼: ジェフ・ネルソン、右翼: デイル・スコット
6. 試合開始時刻: 太平洋夏時間（UTC-7）午後5時00分  試合時間: 3時間26分  観客: 4万2676人  気温: 70°F（21.1°C）
詳細: MLB.com Gameday / ESPN.com / Baseball-Reference.com / Fangraphs

| セントルイス・カージナルス | セントルイス・カージナルス | セントルイス・カージナルス | セントルイス・カージナルス | セントルイス・カージナルス                                                                                     | サンフランシスコ・ジャイアンツ | サンフランシスコ・ジャイアンツ | サンフランシスコ・ジャイアンツ | サンフランシスコ・ジャイアンツ | サンフランシスコ・ジャイアンツ                                                                        |
| -------------------------- | -------------------------- | -------------------------- | -------------------------- | --- | ------------------------------ | ------------------------------ | ------------------------------ | ------------------------------ | --- |
| 打順                       | 守備                       | 選手                       | 打席                       | A・ベネスM・マシーニーT・マルティ · ネスF・ビーニャA・プホルスE・レンテリアE・マレーロJ・エドモンズJ・ドリュー | 打順                           | 守備                           | 選手                           | 打席                           | L・ヘルナンデスB・サンティアゴJ・スノーJ・ケントD・ベルR・オーリリアB・ボンズK・ロフトンR・サンダース |
| 1                          | 二                         | F・ビーニャ                | 左                         | A・ベネスM・マシーニーT・マルティ · ネスF・ビーニャA・プホルスE・レンテリアE・マレーロJ・エドモンズJ・ドリュー | 1                              | 中                             | K・ロフトン                    | 左                             | L・ヘルナンデスB・サンティアゴJ・スノーJ・ケントD・ベルR・オーリリアB・ボンズK・ロフトンR・サンダース |
| 2                          | 遊                         | E・レンテリア              | 右                         | A・ベネスM・マシーニーT・マルティ · ネスF・ビーニャA・プホルスE・レンテリアE・マレーロJ・エドモンズJ・ドリュー | 2                              | 遊                             | R・オーリリア                  | 右                             | L・ヘルナンデスB・サンティアゴJ・スノーJ・ケントD・ベルR・オーリリアB・ボンズK・ロフトンR・サンダース |
| 3                          | 中                         | J・エドモンズ              | 左                         | A・ベネスM・マシーニーT・マルティ · ネスF・ビーニャA・プホルスE・レンテリアE・マレーロJ・エドモンズJ・ドリュー | 3                              | 二                             | J・ケント                      | 右                             | L・ヘルナンデスB・サンティアゴJ・スノーJ・ケントD・ベルR・オーリリアB・ボンズK・ロフトンR・サンダース |
| 4                          | 三                         | A・プホルス                | 右                         | A・ベネスM・マシーニーT・マルティ · ネスF・ビーニャA・プホルスE・レンテリアE・マレーロJ・エドモンズJ・ドリュー | 4                              | 左                             | B・ボンズ                      | 左                             | L・ヘルナンデスB・サンティアゴJ・スノーJ・ケントD・ベルR・オーリリアB・ボンズK・ロフトンR・サンダース |
| 5                          | 右                         | J・ドリュー                | 左                         | A・ベネスM・マシーニーT・マルティ · ネスF・ビーニャA・プホルスE・レンテリアE・マレーロJ・エドモンズJ・ドリュー | 5                              | 捕                             | B・サンティアゴ                | 右                             | L・ヘルナンデスB・サンティアゴJ・スノーJ・ケントD・ベルR・オーリリアB・ボンズK・ロフトンR・サンダース |
| 6                          | 一                         | T・マルティネス            | 左                         | A・ベネスM・マシーニーT・マルティ · ネスF・ビーニャA・プホルスE・レンテリアE・マレーロJ・エドモンズJ・ドリュー | 6                              | 一                             | J・スノー                      | 左                             | L・ヘルナンデスB・サンティアゴJ・スノーJ・ケントD・ベルR・オーリリアB・ボンズK・ロフトンR・サンダース |
| 7                          | 左                         | E・マレーロ                | 右                         | A・ベネスM・マシーニーT・マルティ · ネスF・ビーニャA・プホルスE・レンテリアE・マレーロJ・エドモンズJ・ドリュー | 7                              | 右                             | R・サンダース                  | 右                             | L・ヘルナンデスB・サンティアゴJ・スノーJ・ケントD・ベルR・オーリリアB・ボンズK・ロフトンR・サンダース |
| 8                          | 捕                         | M・マシーニー              | 右                         | A・ベネスM・マシーニーT・マルティ · ネスF・ビーニャA・プホルスE・レンテリアE・マレーロJ・エドモンズJ・ドリュー | 8                              | 三                             | D・ベル                        | 右                             | L・ヘルナンデスB・サンティアゴJ・スノーJ・ケントD・ベルR・オーリリアB・ボンズK・ロフトンR・サンダース |
| 9                          | 投                         | A・ベネス                  | 右                         | A・ベネスM・マシーニーT・マルティ · ネスF・ビーニャA・プホルスE・レンテリアE・マレーロJ・エドモンズJ・ドリュー | 9                              | 投                             | L・ヘルナンデス                | 右                             | L・ヘルナンデスB・サンティアゴJ・スノーJ・ケントD・ベルR・オーリリアB・ボンズK・ロフトンR・サンダース |
| 先発投手                   | 先発投手                   | 先発投手                   | 投球                       | A・ベネスM・マシーニーT・マルティ · ネスF・ビーニャA・プホルスE・レンテリアE・マレーロJ・エドモンズJ・ドリュー | 先発投手                       | 先発投手                       | 先発投手                       | 投球                           | L・ヘルナンデスB・サンティアゴJ・スノーJ・ケントD・ベルR・オーリリアB・ボンズK・ロフトンR・サンダース |
| A・ベネス                  | A・ベネス                  | A・ベネス                  | 右                         | A・ベネスM・マシーニーT・マルティ · ネスF・ビーニャA・プホルスE・レンテリアE・マレーロJ・エドモンズJ・ドリュー | L・ヘルナンデス                | L・ヘルナンデス                | L・ヘルナンデス                | 右                             | L・ヘルナンデスB・サンティアゴJ・スノーJ・ケントD・ベルR・オーリリアB・ボンズK・ロフトンR・サンダース |

### 第5戦 10月14日
- パシフィック・ベル・パーク（カリフォルニア州サンフランシスコ）

|                                | 1 | 2 | 3 | 4 | 5 | 6 | 7 | 8 | 9  | R | H | E |
| ------------------------------ | - | - | - | - | - | - | - | - | -- | - | - | - |
| セントルイス・カージナルス     | 0 | 0 | 0 | 0 | 0 | 0 | 1 | 0 | 0  | 1 | 9 | 0 |
| サンフランシスコ・ジャイアンツ | 0 | 0 | 0 | 0 | 0 | 0 | 0 | 1 | 1x | 2 | 7 | 0 |

1. 勝利：ティム・ウォーレル（2勝）
2. 敗戦：マット・モリス（2敗）
3. 審判
［球審］ティム・ウェルキー
［塁審］一塁: チャーリー・レリフォード、二塁: ランディ・マーシュ、三塁: ジェフ・ネルソン
［外審］左翼: デイル・スコット、右翼: ジェフ・ケロッグ
4. 試合開始時刻: 太平洋夏時間（UTC-7）午後5時20分  試合時間: 3時間1分  観客: 4万2673人  気温: 62°F（16.7°C）
詳細: MLB.com Gameday / ESPN.com / Baseball-Reference.com / Fangraphs

| セントルイス・カージナルス | セントルイス・カージナルス | セントルイス・カージナルス | セントルイス・カージナルス | セントルイス・カージナルス                                                                          | サンフランシスコ・ジャイアンツ | サンフランシスコ・ジャイアンツ | サンフランシスコ・ジャイアンツ | サンフランシスコ・ジャイアンツ | サンフランシスコ・ジャイアンツ                                                                      |
| -------------------------- | -------------------------- | -------------------------- | -------------------------- | --------------------------------------------------------------------------------------------------- | ------------------------------ | ------------------------------ | ------------------------------ | ------------------------------ | --------------------------------------------------------------------------------------------------- |
| 打順                       | 守備                       | 選手                       | 打席                       | M・モリスM・マシーニーA・プホルスF・ビーニャM・カイロE・レンテリアE・マレーロJ・エドモンズE・ペレス | 打順                           | 守備                           | 選手                           | 打席                           | K・ルーターB・サンティアゴJ・スノーJ・ケントD・ベルR・オーリリアB・ボンズK・ロフトンT・グッドウィン |
| 1                          | 二                         | F・ビーニャ                | 左                         | M・モリスM・マシーニーA・プホルスF・ビーニャM・カイロE・レンテリアE・マレーロJ・エドモンズE・ペレス | 1                              | 中                             | K・ロフトン                    | 左                             | K・ルーターB・サンティアゴJ・スノーJ・ケントD・ベルR・オーリリアB・ボンズK・ロフトンT・グッドウィン |
| 2                          | 三                         | M・カイロ                  | 右                         | M・モリスM・マシーニーA・プホルスF・ビーニャM・カイロE・レンテリアE・マレーロJ・エドモンズE・ペレス | 2                              | 遊                             | R・オーリリア                  | 右                             | K・ルーターB・サンティアゴJ・スノーJ・ケントD・ベルR・オーリリアB・ボンズK・ロフトンT・グッドウィン |
| 3                          | 中                         | J・エドモンズ              | 左                         | M・モリスM・マシーニーA・プホルスF・ビーニャM・カイロE・レンテリアE・マレーロJ・エドモンズE・ペレス | 3                              | 二                             | J・ケント                      | 右                             | K・ルーターB・サンティアゴJ・スノーJ・ケントD・ベルR・オーリリアB・ボンズK・ロフトンT・グッドウィン |
| 4                          | 一                         | A・プホルス                | 右                         | M・モリスM・マシーニーA・プホルスF・ビーニャM・カイロE・レンテリアE・マレーロJ・エドモンズE・ペレス | 4                              | 左                             | B・ボンズ                      | 左                             | K・ルーターB・サンティアゴJ・スノーJ・ケントD・ベルR・オーリリアB・ボンズK・ロフトンT・グッドウィン |
| 5                          | 右                         | E・ペレス                  | 右                         | M・モリスM・マシーニーA・プホルスF・ビーニャM・カイロE・レンテリアE・マレーロJ・エドモンズE・ペレス | 5                              | 捕                             | B・サンティアゴ                | 右                             | K・ルーターB・サンティアゴJ・スノーJ・ケントD・ベルR・オーリリアB・ボンズK・ロフトンT・グッドウィン |
| 6                          | 遊                         | E・レンテリア              | 右                         | M・モリスM・マシーニーA・プホルスF・ビーニャM・カイロE・レンテリアE・マレーロJ・エドモンズE・ペレス | 6                              | 右                             | T・グッドウィン                | 左                             | K・ルーターB・サンティアゴJ・スノーJ・ケントD・ベルR・オーリリアB・ボンズK・ロフトンT・グッドウィン |
| 7                          | 左                         | E・マレーロ                | 右                         | M・モリスM・マシーニーA・プホルスF・ビーニャM・カイロE・レンテリアE・マレーロJ・エドモンズE・ペレス | 7                              | 一                             | J・スノー                      | 左                             | K・ルーターB・サンティアゴJ・スノーJ・ケントD・ベルR・オーリリアB・ボンズK・ロフトンT・グッドウィン |
| 8                          | 捕                         | M・マシーニー              | 右                         | M・モリスM・マシーニーA・プホルスF・ビーニャM・カイロE・レンテリアE・マレーロJ・エドモンズE・ペレス | 8                              | 三                             | D・ベル                        | 右                             | K・ルーターB・サンティアゴJ・スノーJ・ケントD・ベルR・オーリリアB・ボンズK・ロフトンT・グッドウィン |
| 9                          | 投                         | M・モリス                  | 右                         | M・モリスM・マシーニーA・プホルスF・ビーニャM・カイロE・レンテリアE・マレーロJ・エドモンズE・ペレス | 9                              | 投                             | K・ルーター                    | 左                             | K・ルーターB・サンティアゴJ・スノーJ・ケントD・ベルR・オーリリアB・ボンズK・ロフトンT・グッドウィン |
| 先発投手                   | 先発投手                   | 先発投手                   | 投球                       | M・モリスM・マシーニーA・プホルスF・ビーニャM・カイロE・レンテリアE・マレーロJ・エドモンズE・ペレス | 先発投手                       | 先発投手                       | 先発投手                       | 投球                           | K・ルーターB・サンティアゴJ・スノーJ・ケントD・ベルR・オーリリアB・ボンズK・ロフトンT・グッドウィン |
| M・モリス                  | M・モリス                  | M・モリス                  | 右                         | M・モリスM・マシーニーA・プホルスF・ビーニャM・カイロE・レンテリアE・マレーロJ・エドモンズE・ペレス | K・ルーター                    | K・ルーター                    | K・ルーター                    | 左                             | K・ルーターB・サンティアゴJ・スノーJ・ケントD・ベルR・オーリリアB・ボンズK・ロフトンT・グッドウィン |